# Německý rytířský řád Utrechtské bailivy
Německý rytířský řád Utrechtské bailivy (nizozemsky Ridderlijke Duitse Orde Balije van Utrecht), zkratka RDO, je protestantský rytířský řád a charitativní organizace se sídlem v nizozemském Utrechtu. Utrechtská bailiva (balej či bailivik, nizozemsky Balije van Utrecht) vznikla roku 1231 jako provincie katolického Řádu německých rytířů. V době reformace přestoupila většina členů na protestantství, tj. kalvinismus nebo luteránství. Později roku 1637 celá organizace přijala reformaci a stala se nekatolickým charitativním řádem. K zásadnímu obratu došlo, když bailiva přerušila vazby s katolickým řádem ve Svaté říši římské a formálně přijala ochranu Spojených provincií nizozemských. Hlavou řádu je zemský komtur (německy Landkomtur).
Řád byl zrušen během napoleonského období, ale jen na přechodnou dobu, neboť v roce 1815 byl obnoven. V roce 1995 se sídlo řádu přesunulo do původního sídla Duitse Huis (Německého domu) v Utrechtu, který vznikl v roce 1348.

## Historie

### Pozadí
Řád německých rytířů vznikl v Akkonu roku 1190 jako hospitální (špitální) bratrstvo. Díky přílivu křižáků z německých zemí se řád mohl rozrůst do podoby nadnárodní organizace s vlastní armádou a vojenskými posádkami, ale křižácké državy byly tou dobou prakticky rozebrány mezi templáře, johanity, tamní šlechtu a italské námořní republiky. Němečtí rytíři se soustředili na přístavní město Akkon a několik hradů. Po ztrátě křižáckého panství v Zámoří a zejména Akkonu, který byl základnou řádu, byli němečtí rytíři nuceni se stáhnout do Evropy. Uplatnění nalezli v pohanském Prusku, kam byli pozváni Konrádem Mazovským, dobyté území přeměnili v řádový stát, který se v 13.–15. století rozprostíral po celém jižním pobřeží Baltského moře, od Gdaňského Pomoří po Finský záliv, a bohatl z místních obchodních tras. Mimo teokratický stát v Pobaltí vznikala na západě řádová sídla, kde mohli rytíři získávat další prostředky a dobrovolníky.

### Němečtí rytíři v Nizozemsku

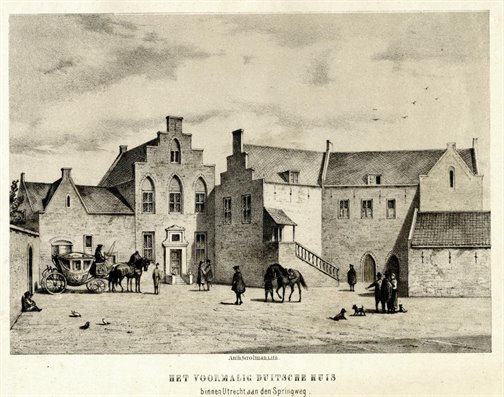
Německý dům (Duitse Huis) v Utrechtu kolem roku 1880

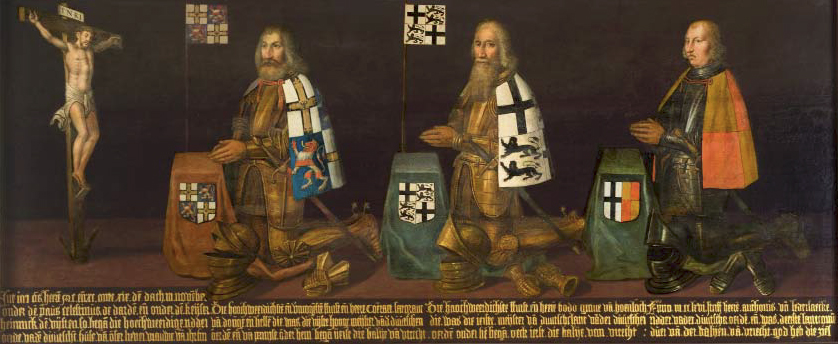
Zleva: velmistr Konrád Durynský (1239–1240), německý mistr Bobo z Hohenlohe a utrechtský landkomtur Antonius van Printhagen, smyšlené portréty z Duitse Huis kolem roku 1580

První statky v Nizozemsku získal Řád německých rytířů v letech 1218–1219. Utrechtská bailiva (balej, bailivik) vznikla v roce 1231, kdy byl řádu darován dům s pozemkem v Tolsteegsingel, který se nacházel mimo Utrecht v místě současné univerzitní nemocnice. V roce 1232 byl vystavěn komturský dům a Antonius van Printhagen zvaný Lederzak („kožená taška“) byl jmenován zemským komturem Utrechtské bailivy. Toto sídlo se stalo správním centrem všech řádové statky v diecézích Utrecht, Holandska, Zeelandu, Fríska a Gelderlandu. K tomu přibyly další pozemky, budovy a kostely. Byly založeny komendy pro správu těchto nemovitostí a časem se zformovaly komendy Dieren, Schelluinen, Maasland, Schoten, Middelburg, Tiel, Leiden, Doesburg, Nes (Frísko), Valkenburg, Bunne (Drentsko), Schoonhoven, Rhenen a Katwijk. V Nes, Rhenen a Tiel byly kláštery kněžských bratří. Menší domy také vlastnily velké plochy půdy a byly řízeny komtury. Hlavou komendy byl obvykle rytíř, ale někdy to byl bratr kněz. Bratr rytíř byl vždy šlechtic. Zemský komtur (Landkomtur) byl vždy rytířem a většina ostatních komturů byla také rytíři. Každý bratr rytíř musel být urozeného původu s doloženými čtyřmi urozenými prarodiči a nesměl mít žádné fyzické vady. Složil slib čistoty a poslušnosti. Jakmile byl po komplikovaném obřadu přijat, již nemohl řád opustit.
Řád nebyl typicky náboženský, protože jeho cílem bylo zejména péče o nemocné a ozbrojený boj s nepřáteli křesťanstva, ale náboženský život hrál v životě společenství významnou roli. Klášter nebo hlavní řádový dům bailivy se měl skládat z komtura a dvanácti bratrů, kteří měli připomínat Krista a jeho učedníky. V 15. století měl Německý dům (Duitse Huis) pět bratrů rytířů a osm bratrů kněží.
Zásadní zlom nastal roku 1619, kdy se zemským komturem poprvé stal rytíř protestantského vyznání Jasper van Lynden. Téhož roku přijato nové nařízení, které povolovalo manželství komturům a zemskému komturovi, avšak za cenu toho, že řád opustí bez nárok na majetek. Usnesením z 13. listopadu 1637 byl zákaz manželství zrušen zcela, což bylo schváleno státy Utrechtské unie 5. května 1640, takže novomanželé mohli zůstat v bailivě.

### Protestantský řád

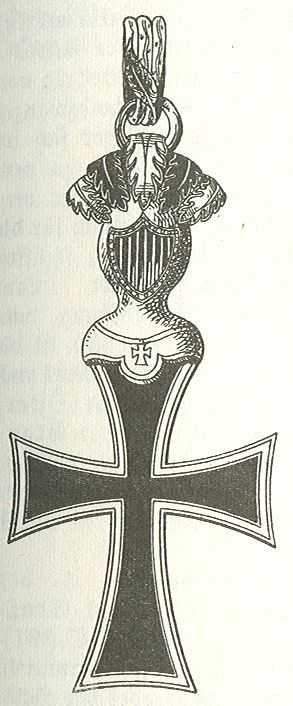
Kříž rytíře podle cti

V roce 1637 němečtí rytíři formálně přijali ochranu Spojených provincií nizozemských, sice byli nadále řádovými rytíři, ale nikoli římskými katolíky. O přijetí do řádu rozhodovali zemský komtur a ostatní komtuři. Kandidát musel předložit křestní list a patřit k reformované církvi. Po splacení předepsaných poplatků se kandidáti stávali rytíři a museli čekat na uvolněné místo mezi komtury.

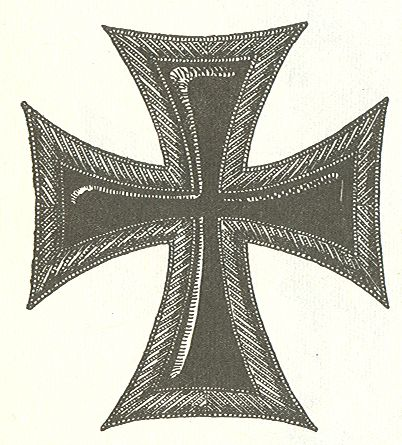
Pektorální kříž

Mezitím bailiva pozvolně přicházela o majetek. Řádový dům v Dierenu byl v roce 1629 zničen vojskem a znovu bylo třeba ho vystavět. Nový dům s panstvím byly prodány princi Oranžskému. V roce 1657 město Doesburg převzalo budovu komtura pro zřízení sirotčince. Řád přišel o kostel v Katwijku v roce 1674. Budovy, které byly příliš nákladné na údržbu, byly bourány, tj. Tiel (1682), Maasland (1721), Leiden (1730), Middelburg (1740) a Schoonhoven (1740). Nyní obvykle komtuři nebydleli ve svých komturiích a nemohli funkčně provádět finanční kontrolu. Na schůzi 23. září 1760 byl jmenován generální správce, který se ujal veškeré finanční správy. Z komturů se stali čistě držiteli titulů a dostávali plat určený podle hodnosti a důležitosti komturství. Generální správce pobíral plat ve výši 6 % z celkových příjmů plus fixní poplatky za správu financí a údržbu domu v Utrechtu. Použití tohoto domu pro bankety, plesy a koncerty bylo zakázáno.
Zemský komtur, rytíři a zaměstnanci zůstali v Německém domě (Duitse Huis) až do roku 1807, kdy byl majetek prodán holandskému králi Ludvíkovi Bonapartovi za 50 000 zlatých. Poté se přestěhovali do domu v Haagu a všechen archiv si odnesli s sebou. Dne 27. února 1811 byl Německý řád v Holandském království zrušen Francouzi a všechny jeho statky zkonfiskovány. Tehdejší zemský komtur baron Bentinck požádal Francouze o čas na vyřízení nutných záležitostí a tím se mu podařilo proces výrazně oddálit. Kniha z roku 1812 uvádí, že utrechtský soudní dvůr má v držení stále deset komturií.
Po porážce Napoleona a obnovení rodu Oranžových byla bailiva 8. srpna 1815 královským dekretem Viléma I. obnovena. Členství se omezilo jen na luteránské šlechtice, ale v posledních letech bylo toto omezení zrušeno, nicméně členové se musí nadále prokazovat čtyřmi urozenými prarodiči a původem své rodiny před rokem 1795 jak po otcově tak matčině straně. V prosinci 1836 bylo hlavní sídlo řádu přesunuto zpět do Utrechtu. V roce 1995 se Německý řád přesunul zpět do komturského domu z 15. století na rohu Springweg a Walsteeg. Dnes se řád věnuje charitativní činnosti, což je pozůstatek z jeho původního poslání, nyní však bez válčení s nepřáteli víry. Řád pomáhá lidem se zdravotním postižením, bezdomovcům a drogově závislým. Je nejstarší charitativní organizací v Nizozemsku.

## Seznam zemských komturů

zemští komtuři:
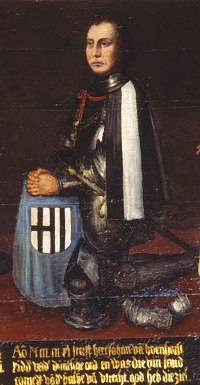
Johan van Hoenhorst (1325–1340)
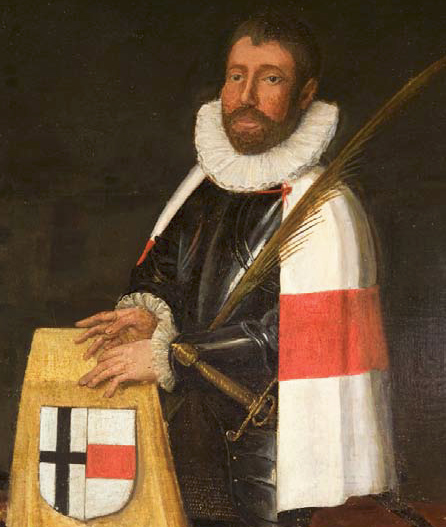
Jacob Taets van Amerongen (1579–1612)
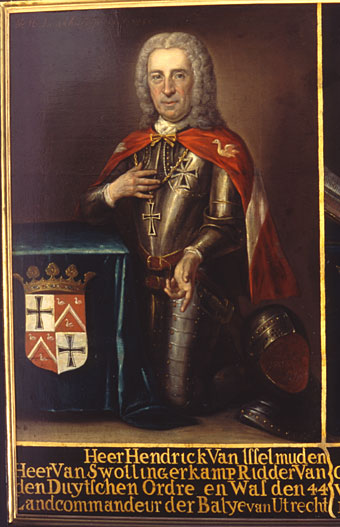
Hendrik van Iselmuden (1748–1751)
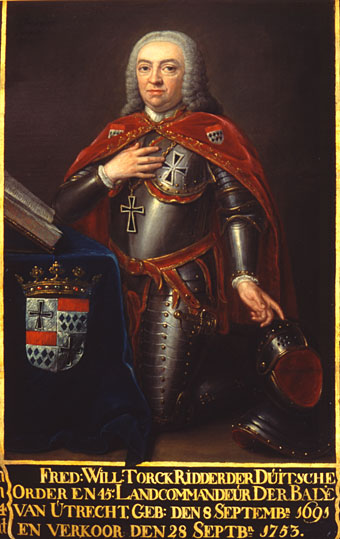
Frederik Willem Torck (1753–1761)
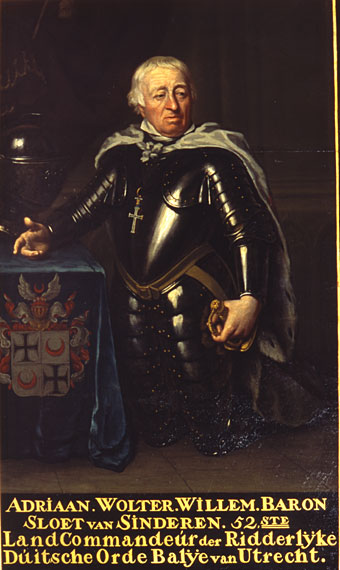
Adriaan Wolter Willem Baron Sloet van Sinderen (1820–1824)
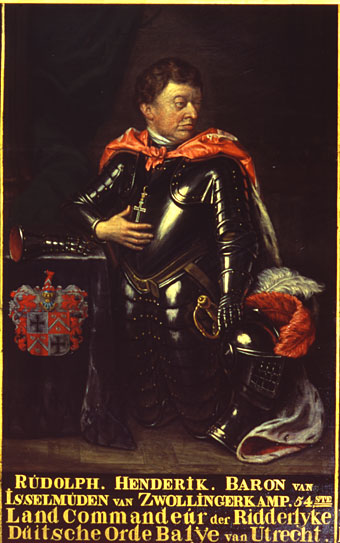
Rudolph Hendrik van Iselmuden (1831–1834)
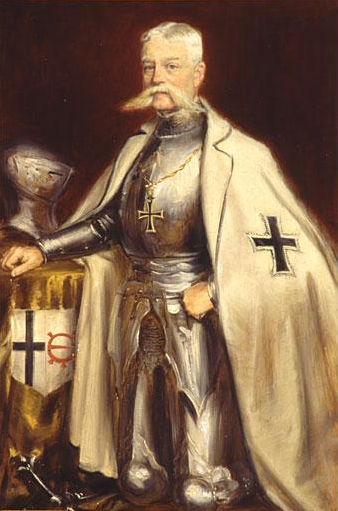
Anne Willem Jacob Joost Baron van Nagell (1918–1936)

- Antonius van Printhagen, 1231–1266
- Dierik van der Horst (též Biesen), 1274–1289
- Seger van der Sluse van Huesde, 1279
- Gijsbert van den Goye, 1286
- Ludolf van Bun, 1288
- Dierik G. v. Holland (též Biesen & Koblenz), 1289–1317
- Gisbert van Drongelen van Neisteijn, 1325
- Johan van Hoenhorst (též Biesen), 1325–1340
- Gosen van Garmaer, 1336–1357
- Rutger van Vriemersheim, (also in Biesen), 1353–1358
- Renier Hoen van Hoensbroek, (also Biesen), 1358–1371
- Lodewijk van Keuswaelre, 1360
- Rutger van Vlimerschen, 1365
- Hendrick van Alckemade, 1375
- Hendrik van Hoenhorst, 1379
- Gerrit Splinter van den Enge, 1405
- Hernier van Opburen, 1407
- Johan van den Sande, 1411–1437
- Herman van Keppel, 1422–1442
- Sweden Cubbinck, 1440
- Albert Vorst, 1440–1452
- Dirk van Enghuizen, 1444–1463
- Johan van Hoeften, 1455–1463
- Nicolaas van der Dussen, 1463–1466
- Hendrik van Hackfort, 1467–1468
- Johan van Drongelen, 1469–1492
- Gozen van Rossum, 1492–1496
- Steven van Zuylen van Nijevelt, 1496–1527
- Wouter van Amstel van Mynden, 1527–1536
- Albert van Egmond van Meresteyn, 1536–1560
- Frans van der Loe, 1560–1579
- Jacob Taets van Amerongen, 1579–1612
- Diederik van Bloys van Treslong, 1612–1619
- Jasper van Lynden, 1619–1620
- Hendrik Casimir I. van Nassau-Dietz, 1620–1640
- Willem Frederik van Nassau-Dietz, 1641–1664
- Floris Borre van Amerongen, 1664–1675
- Heinrich von Solms, 1675–1693
- Hendrik Casimir II. van Nassau-Dietz, 1693–1696
- Godard van Reede van Athlone, 1697–1703
- Frederik Borre van Amerongen, 1703–1722
- Willem van Lintelo, 1723–1732
- Evert Jan Benjamin van Goltstein, 1732–1744
- Lucas Willem van Broekhuizen, 1744–1748
- Hendrik van Iselmuden, 1748–1751
- Frederik Willem Torck, 1753–1761
- Unico Willem van Wasenaer, 1763–1766
- Frans Steven Carel van Randwijck, 1766–1785
- Karl Ludwig von Anhalt-Bernburg-Schaumburg , 1786–1806
- Jan Walraad van Welderen, 1806–1807
- Arend van Raesfelt van Elsen, 1807
- Volker Rudolf Bentinck van Schoonheeten, 1807–1820
- Adriaan Wolter Willem Sloet van Sinderen, 1820–1824
- Godert Willem de Vos van Steenwijk, 1824–1830
- Rudolph Hendrik van Iselmuden, 1831–1834
- Floris Willem Sloet tot Warmelo, 1834–1838
- Albert Carel Snouckaert van Schauburg, 1838–1841
- Carl Wilhelm Georg Johan Theodor Bodelschwingh-Plettenberg, 1841–1850
- Otto Anna van Bylant, 1850–1857
- Boudewijn Reynt Wouter Sloet van Hagendorp, 1857–1863
- Frederik Louis Wilhelm van Brakell, 1863–1865
- Hendrik Rudolph Willem van Goltstein van Oldenaller, 1865–1868
- Alexander Carel Jacob Schimmelpenninck van der Oye, 1868–1877
- Jan Derk van Rechteren van Ahnen, 1877–1886
- François Maximiliaan van der Duyn, 1886–1889
- Otto van Dedem, 1889–1894.
- Reinhard Jan Christiaan van Pallandt van Rosendael, 1894–1899
- Emilius Johan van Pallandt, 1899–1914
- Alexander Schimmelpenninck van der Oye, 1914–1918
- Anne Willem Jacob Joost van Nagell, 1918–1936
- Otto Jacob Eiffelanus van Wassenaer van Catwijck, 1936–1939
- Karel Gerrit Willem van Wassenaer, 1939–1946
- Frand Johan Julius van Heemstra, 1946–1958
- Bernhard Frederik van Verschuer, 1958–1971
- Hendrik Jan van Nagell, 1971–1977
- Paul Anthony van der Borch, 1977–2014
- Jan Reint de Vos van Steenwijk, 2014-současnost

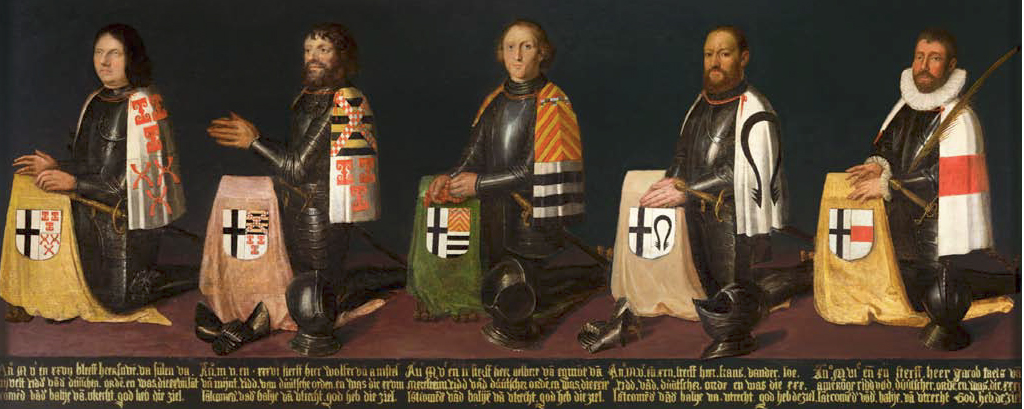
Panel s portréty pěti zemských komturů (landkomturů) bailivy umístěný v Duitse Huis